# Gibson Les Paul
Les Paul je elektrická kytara s plným (solid) tělem, kterou společnost Gibson Guitar Corporation nabízí od roku 1954. Navrhl ji manažer továrny John Huis a jeho tým s přispěním a podporou kytaristy Les Paula. Jeho typický design se vyznačuje masivním mahagonovým tělem s klenutou javorovou deskou a jediným výřezem, javorovým lepeným krkem, palisandrovým hmatníkem, dvěma snímači s nezávislým ovládáním hlasitosti a tónu a stoptail kobylkou, i když existují různé varianty.
Les Paul byl původně nabízen se zlatou úpravou povrchu a dvěma snímači P-90. V roce 1957 byly přidány snímače humbucker spolu s povrchovou úpravou sunburst o rok později. Sunburst Les Paul z let 1958–1960, dnes jeden z nejznámějších typů elektrických kytar na světě, byl považován za komerční neúspěch s nízkou produkcí a prodejností. V roce 1961 byl Les Paul přepracován do podoby, která je nyní známá jako Gibson SG. Původní jednoduchý model byl znovu představen v roce 1968. Les Paul se od té doby vyrábí v mnoha verzích a edicích. Spolu s modely Telecaster a Stratocaster firmy Fender to byla jedna z prvních masově vyráběných elektrických kytar s pevným tělem (solid body). Díky své všestrannosti byly elektrické kytary Les Paul použity v širokém spektru hudebních žánrů, včetně rocku, country, popu, soulu, rhythm and blues, blues, jazzu, reggae, punku a heavy metalu.

## Historie

### Počátky (1950–1952)
V roce 1950 byly uvedeni na hudební trh přechůdci kytary Fender Telecaster (Fender Esquire a Fender Broadcaster)´a elektrické kytary s pevným (solid) tělem se staly veřejným šílenstvím. V reakci na poptávku trhu přivedl prezident firmy Gibson Guitar Ted McCarty do společnosti kytaristu Les Paula jako konzultanta.
Les Paul byl uznávaným inovátorem, který léta experimentoval s designem kytar (dále vymyslel například vícestopý hudební záznam). Ručně postavil prototyp s pevným tělem přezdívaný „The Log“, často označovaný jako první španělská kytara s pevným tělem, která kdy byla postavena. "The Log" dostal svůj název podle borového špalku procházejícího středem kytary, jehož šířka a hloubka jsou o něco větší než šířka hmatníku; pro tvar byly přidány konvenční duté kytarové strany neboli „křídla“. V roce 1945 nebo 1946 Les Paul oslovil Gibsona s prototypem kytary „The Log“, ale jeho návrh tehdy odmítli.
V roce 1951 McCarty a jeho tým v Gibsonu začali pracovat na kytaře, ze které nakonec vznikl model Les Paul. První prototypy jsou velmi podobné finální verzi. Nová kytara Les Paul měla být drahý, dobře vyrobený nástroj v souladu s tehdejší pověstí firmy Gibson a odlišný od modelů rostoucího konkurenčního výrobce kytar Fender.
McCarty požádal Les Paula o právo otisknout jeho jméno na hlavu kytary se záměrem zvýšit prodeje; v roce 1951 Gibson představil Les Paulovi ke schválení téměř hotový nástroj. McCarty uvedl, že diskuse o designu se s Les Paulem omezily na kobylku a namontování javorové desky přes mahagonové tělo pro zvýšení pevnosti a výdrže, což Les Paul požadoval prohodit. Tento obrat by však způsobil, že by kytara byla příliš těžká a Les Paulova žádost byla tedy zamítnuta. Les Paul uvádí, že původní model Custom měl mít javorový překryt desky a ta (Goldtop) měla být celá z mahagonu. Custom se ale dříve než za dva roky po představení Goldtopu neobjevil; je možné, že Gibson plánoval celou modelovou řadu kytar (s uvedením na trh v průběhu několika let) v době, kdy byly stanoveny počáteční specifikace. Les Paulovy příspěvky ke kytarové lince nesoucí jeho jméno byly více než kosmetické; Paul například upřesnil, že kytara bude nabízena ve zlatém provedení, a to nejen pro okázalost, ale také pro zdůraznění vysoké kvality nástroje Gibson Les Paul. Pozdější modely Les Paul zahrnovaly „flame maple“ (tygří pruhy) a „prošívaný“ javorový svršek („quilt maple“), opět na rozdíl od konkurenční řady Fender s vlastními barevnými úpravami podobnými jako na automobilech.
Les Paul z roku 1952 se vyznačoval mahagonovým tělem s javorovým překrytem desky o tloušťce jeden palec, mahagonovým krkem s palisandrovým hmatníkem, dvěma snímači P-90 typu single coil a jednodílnou kobylkou ve stylu „lichoběžníku“ se strunami umístěnými pod (místo nad) ocelovou zarážkou.
Kytara měla svůj veřejný debutv červnu 1952, když ji Paul použil na pódiu v divadle Paramount v New Yorku. Dne 24. července 1952 byla v hotelu Waldorf-Astoria představena prominentním kytaristům jako Tiger Haynes, George Barnes, Mundell Lowe, Tony Mottola a Billy Mure.

## Vývoj modelové řady

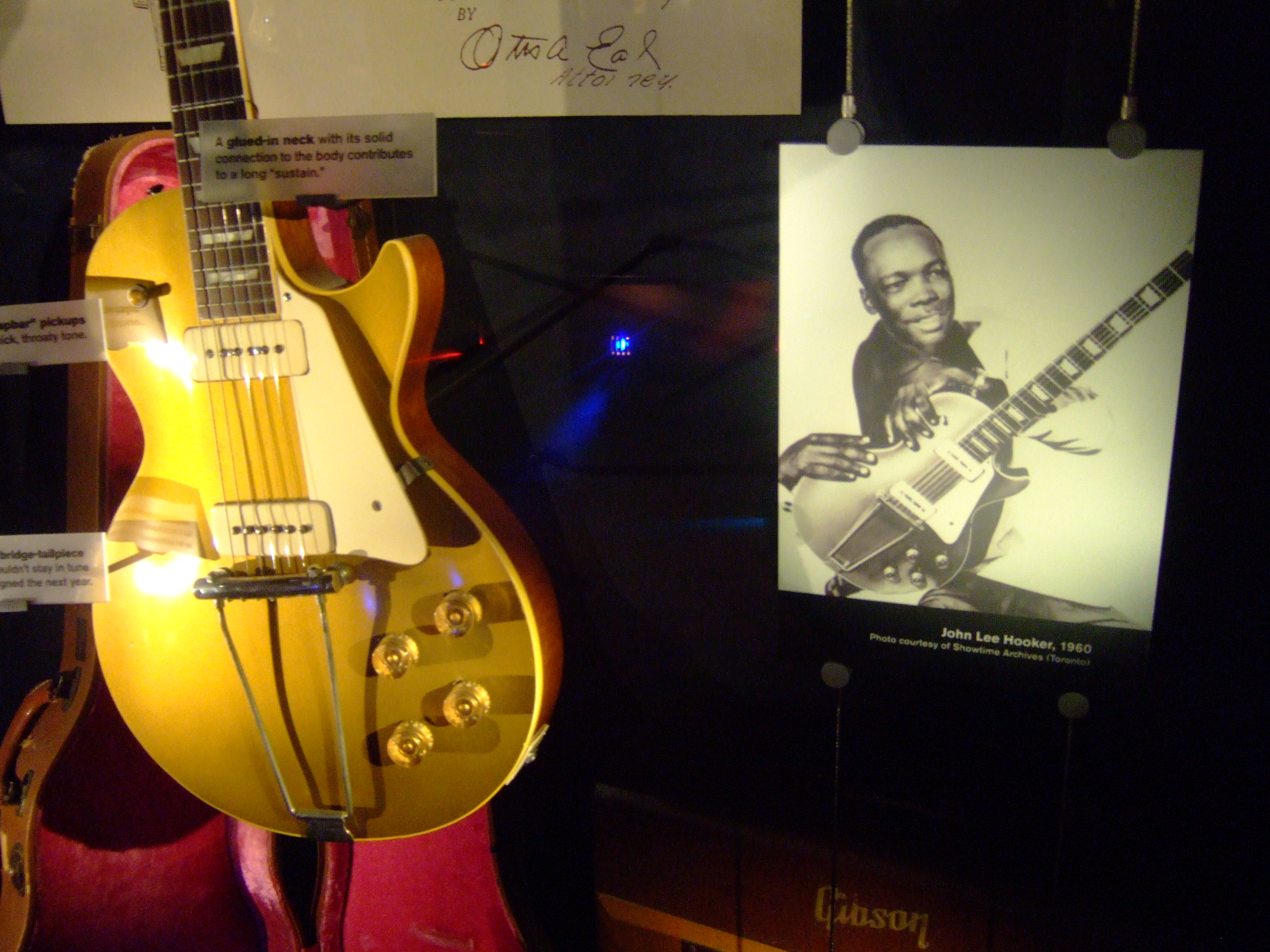
1952 Gibson Les Paul Goldtop – první model

První model, jednoduše nazývaný Gibson Les Paul, byl uveden na trh v roce 1952. Tento typ je dnes zpětně označován jako „Goldtop“, protože byl nabízen pouze v jednom provedení – se zlatým lakem, dvěma jednocívkovými snímači P-90 a niklovaným hardwarem. V roce 1954 přibyl do řady model Gibson Les Paul Custom s černým lakem, pozlaceným hardwarem a luxusními prvky. Patřil k prvním kytarám Gibson vybaveným třemi snímači. V roce 1957 byly u modelu Goldtop poprvé použity dvoucívkové snímače PAF humbucker. O rok později byla zlatá povrchová úprava nahrazena průhledným lakem typu sunburst, který zvýraznil strukturu dřeva.

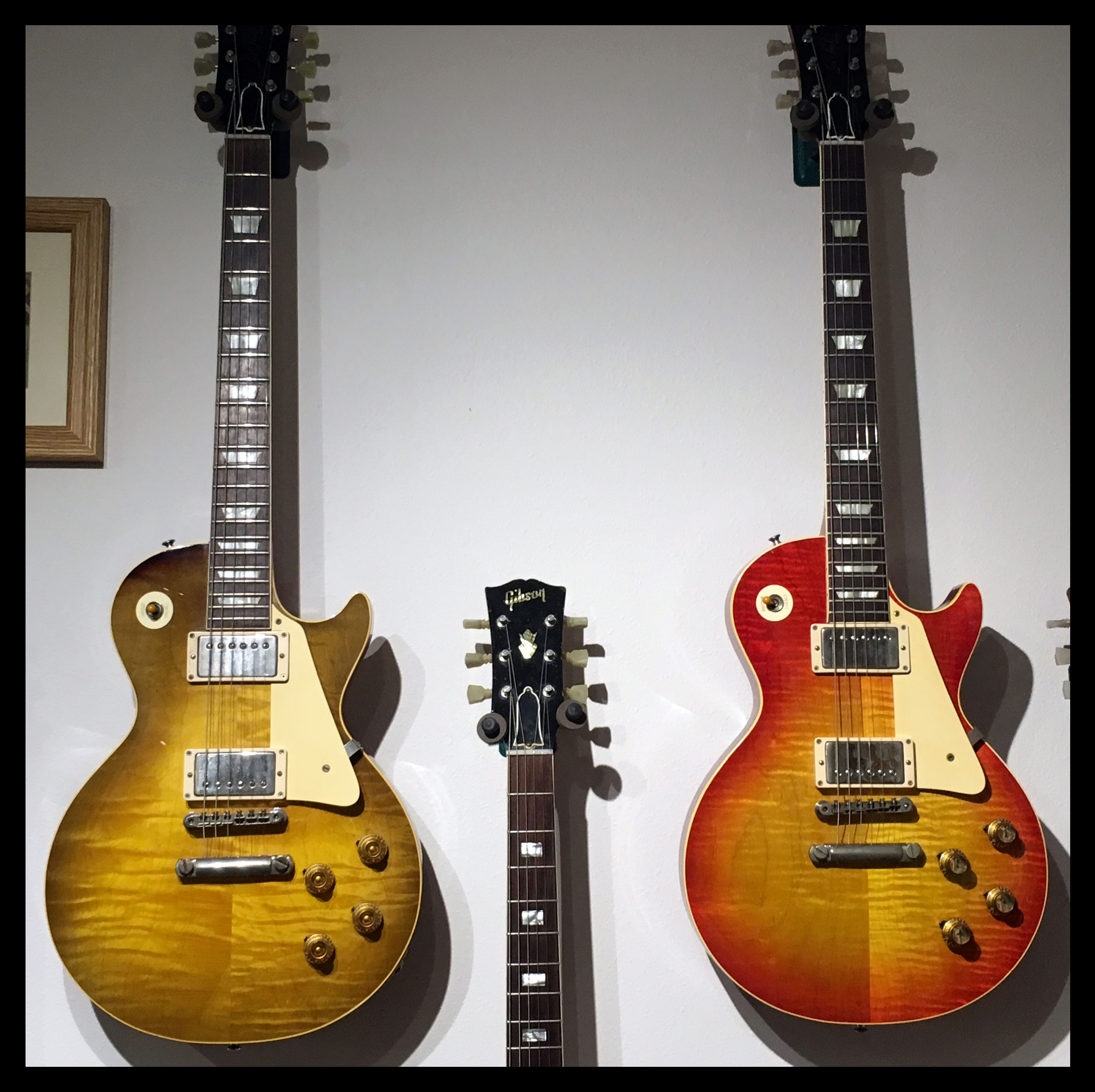
Gibson Les Paul Standard „Burst“ z roku 1959

Od roku 1958 se nový model označoval jako Les Paul Standard, známý pod přezdívkou „Burst“. Dnes patří tyto kytary mezi nejžádanější a nejdražší sběratelské nástroje.

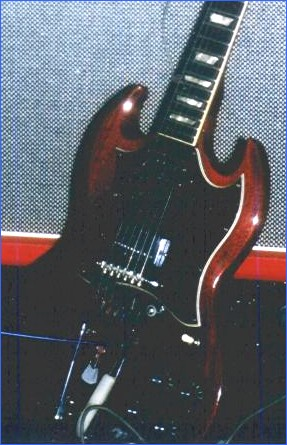
Gibson SG – původně uváděn jako Les Paul SG

V roce 1961 byl původní tvar těla nahrazen novým designem známým jako Gibson SG. Zpočátku byl označován jako Les Paul SG, ale po ukončení spolupráce s Les Paulem bylo jeho jméno odstraněno. Ve druhé polovině 60. let si modely s humbuckery získaly oblibu u rockových kytaristů. Gibson v roce 1968 znovu uvedl modely Standard a Custom, které jsou od té doby ve výrobě nepřetržitě. Kromě toho firma rozšířila nabídku o další verze – studentské modely jako Les Paul Junior a Les Paul Special, studiové modely s vylepšenou elektronikou (např. Les Paul Recording) i krátkodobé série spojené se jmény známých hudebníků.

### Rané modely Les Paul Goldtop (1952–1957)
První modely Les Paul Goldtop byly vyráběny v letech 1952 až 1957. Rané kusy z roku 1952 neměly sériová čísla, postrádaly lemování hmatníku a někteří sběratelé je považují za prototypy LP modelu. Pozdější verze z téhož roku již sériová čísla i lemování měly.
Některé exempláře se lišily i vzhledem – například část raných Goldtopů byla osazena snímači P-90 s černými kryty namísto běžných krémových plastových. Charakteristická hmotnost a zvuk těchto kytar byly výsledkem kombinace mahagonového těla a javorového topu.

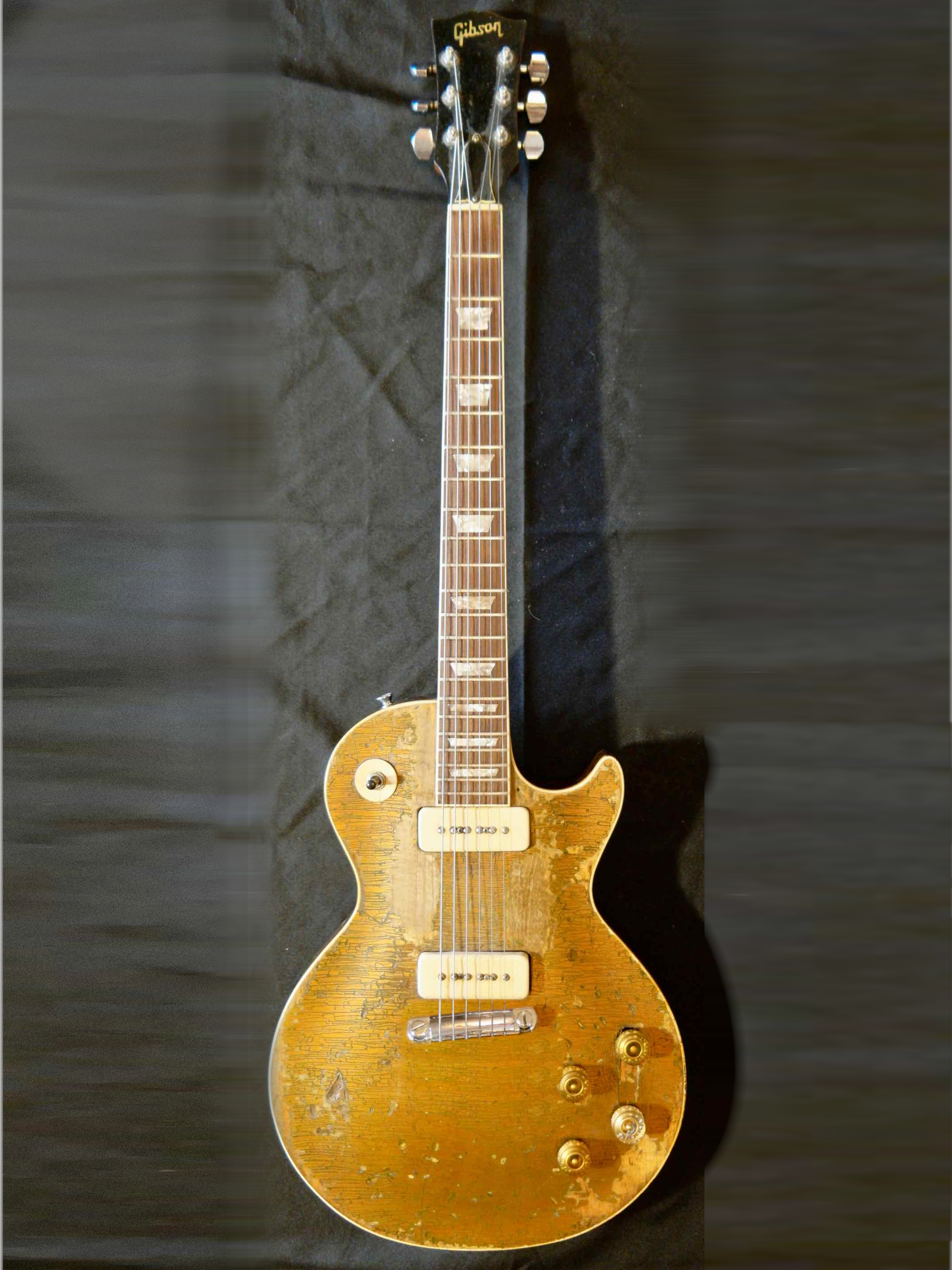
Gibson Les Paul Goldtop (1954)

V roce 1953 došlo ke zrušení původního trapézového struníku a Gibson zavedl nový typ kobylky (stopbar). Tato konstrukce spojovala mostek a struník v jednom kuse, upevněném dvěma kolíky za snímačem u kobylky. Výrazně tím vzrostl sustain nástroje, ale možnosti ladění oktáv i výšky strun byly omezené.
V roce 1955 byla představena dnes klasická kobylka Tune-o-matic. Ta kombinovala samostatný mostek a struník, které byly uchyceny přímo do vrchní desky kytary. Nová konstrukce umožňovala přesné seřízení výšky i ladění každé struny a zároveň přispívala k dlouhému sustainu. Tento systém je používán u většiny modelů Les Paul dodnes.
Mechaniky těchto nástrojů dodávala americká firma Kluson.

### Polovina 50. let (1953–1957)
Druhý model Les Paulu byl představen v roce 1953. Tato černá kytara s pozlacenou mechanikou, nazývaná Les Paul Custom, byla přezdívána „Black Beauty“. V letech 1953 a 1954 vznikly různé návrhy kobylek, včetně oblíbené kobylky Tune-o-matic. Výroba modelů Goldtop a Custom pokračovala bez výrazných změn až do roku 1957. V roce 1957 již nebyly snímače P-90 na Les Paulech nabízeny. Nové snímače typu humbucker navržené Sethem Loverem v roce 1955 (americký patent 2 896 491) debutovaly na Les Paulech v roce 1957. Tato inovace snímačů se stala vlajkovou lodí designu snímačů nejvíce spojovaných s Gibsonem. Mnoho dalších kytarových společností následovalo a vybavilo své kytary snímači typu humbucker.

### Custom (1954–1960, 1968–Dodnes)
Model Les Paul Custom se od svého uvedení vyznačoval luxusním zpracováním – zlaceným hardwarem, vícevrstvým lemováním včetně hlavice, hmatníkem z ebenového dřeva, pravými perleťovými intarziemi a konfigurací se dvěma nebo třemi snímači. Původní verze z 50. let byla celomahagonová (na rozdíl od kombinace mahagonu a javoru u Goldtopu).
Raný Les Paul Custom měl snímač typu P-90 v kobylkové pozici a tzv. Alnico V staple pickup u krku. V roce 1957 byl model osazen novými humbuckery PAF od firmy Gibson. Kromě dvousnímačové varianty byla k dispozici i luxusnější verze se třemi humbuckery.
V roce 1961 byl původní tvar těla zcela nahrazen novým designem, dnes známým jako Gibson SG, přičemž označení „Les Paul Custom“ bylo dočasně převedeno právě na tuto řadu.

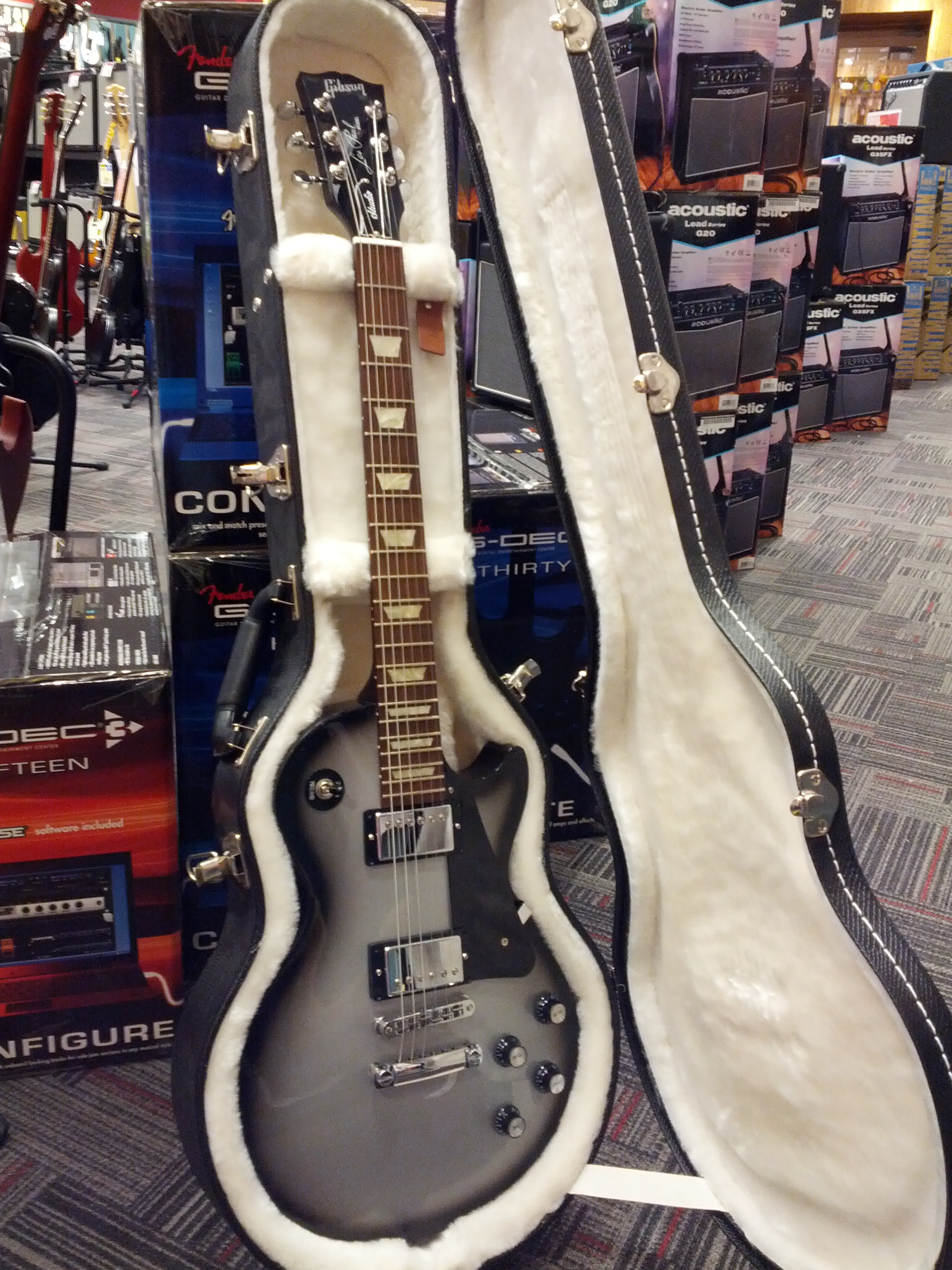
Les Paul Custom Silverburst (1980s)

Roku 1968 se Gibson vrátil k původnímu tvaru těla a model Les Paul Custom znovu uvedl – tentokrát jen se dvěma snímači. Úhel hlavice byl změněn ze 17 na 14 stupňů a horní deska byla nově z javoru (namísto původního celomahagonového těla používaného v letech 1953–1961).
V roce 1974 přibyly nové barevné varianty – například bílá nebo dvoubarevné sunbursty – a jako volitelný prvek byl představen ladicí struník TP-6 s jemným doladěním přímo u kobylky. O rok později (1975) Gibson nahradil mahagonový krk třídílným javorovým, který zůstal standardem až do počátku 80. let.
V 70. a 80. letech se objevily také populární barvy jako Wine Red nebo Silverburst. V současnosti firma Gibson vyrábí řadu variant Les Paul Custom s různými typy snímačů, povrchových úprav a detailů.

### Les Paul Standard (1958–1960, 1976–současnost)
V roce 1958 uvedla firma Gibson nový model Les Paul Standard, který technicky navazoval na předchozí verzi Goldtop z roku 1957 – zachovával dvojici humbuckerů PAF, vrchní desku z javoru a kobylku Tune-o-matic v kombinaci se struníkem nebo vibratem Bigsby.
Novinkou bylo lakování – tradiční zlatý odstín nahradil tzv. Cherry Sunburst, což byla transparentní povrchová úprava, která nechávala vyniknout kresbu javorového topu. Korpus mohl být buď z jednoho kusu ("plaintop"), nebo z dvojice symetricky skládaných javorových desek s výraznou kresbou ("flametop" nebo "quilted").
Model byl poprvé označen jako Les Paul Standard právě proto, aby se odlišil od původního Goldtopu. Specifikace se během let 1958–1960 průběžně měnily – v roce 1958 měly krky větší profil, nižší pražce a užší hmatník, zatímco modely z roku 1960 měly tenčí krky a vyšší, širší pražce.

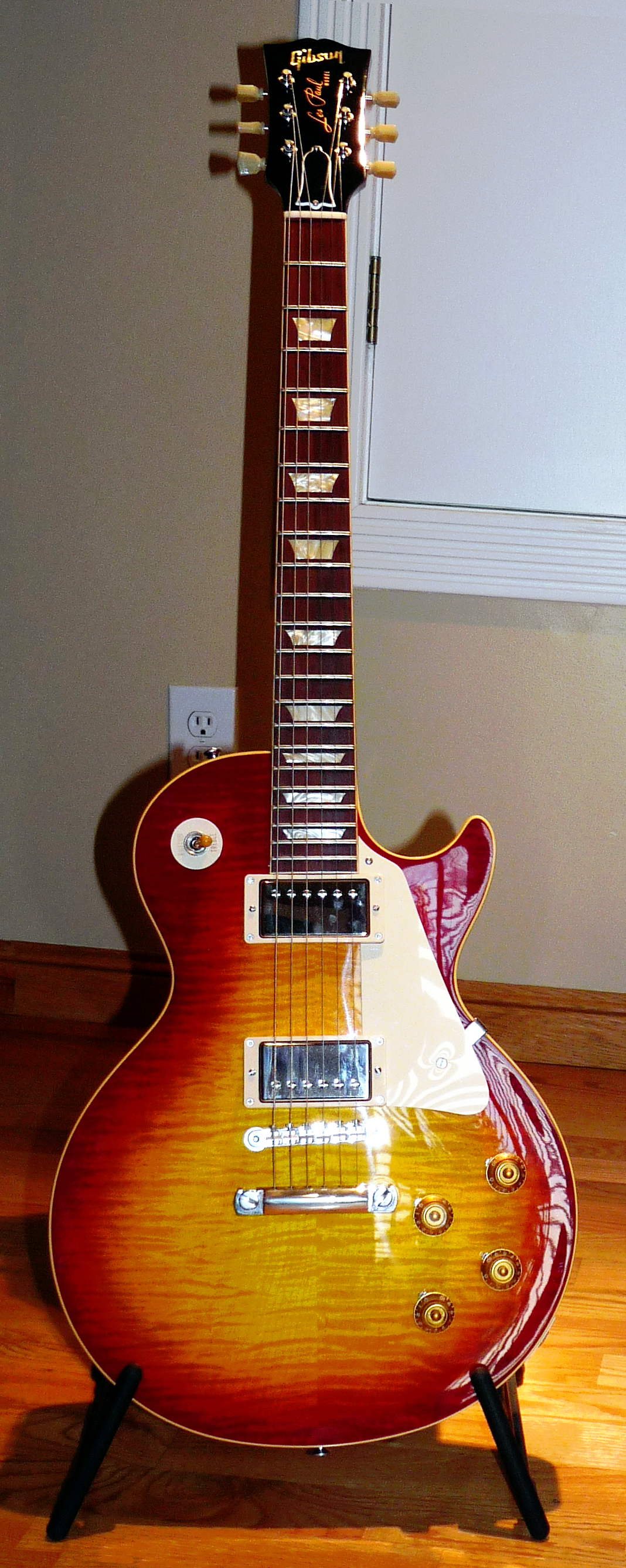
Typický „Burst“ z konce 50. let

Původní červené barvivo použití v letech 1958–1959 rychle bledlo vlivem UV záření. V roce 1960 Gibson přešel na méně průsvitné, stálobarevnější barvivo s lehce oranžovým odstínem, označované přezdívkou Tomato Soup Burst. Výsledkem stárnutí původních laků je široká paleta barevných odstínů: od Lemon Burst po Tobacco Burst. Přestože šly z továrny s téměř identickou úpravou, každá kytara časem získala unikátní vzhled.
Dalším specifikem bylo nahodilé skládání humbuckerů – protože cívky měly plastová tělíska v černé nebo bílé barvě a byly montovány náhodně, finální kombinace byla pod kovovým krytem bezvýznamná, ale po jeho sejmutí přispívá k jedinečnosti každého kusu. Stejně tak kresba dřeva a postupné vyblednutí laku zvyšují jejich sběratelskou hodnotu.
Původní výroba modelu Standard probíhala od roku 1958 do začátku roku 1961. Kvůli překryvu s modely Goldtop i pozdějším SG je odhadovaný počet vyrobených kusů nejasný, ale pohybuje se mezi 1 200 až 1 700 kusy.
Výroba byla ukončena v roce 1961, kdy byl Les Paul nahrazen modelem s dvojitým výřezem – dnes známým jako Gibson SG. Kvůli rostoucí poptávce Gibson model Standard znovu uvedl do výroby v roce 1976, přičemž se postupně dočkal reedic přesně podle původních specifikací z let 1958–60 ze série Gibson Custom Shop.

### Neúspěch modelu Sunburst a oživení (1958-1968)

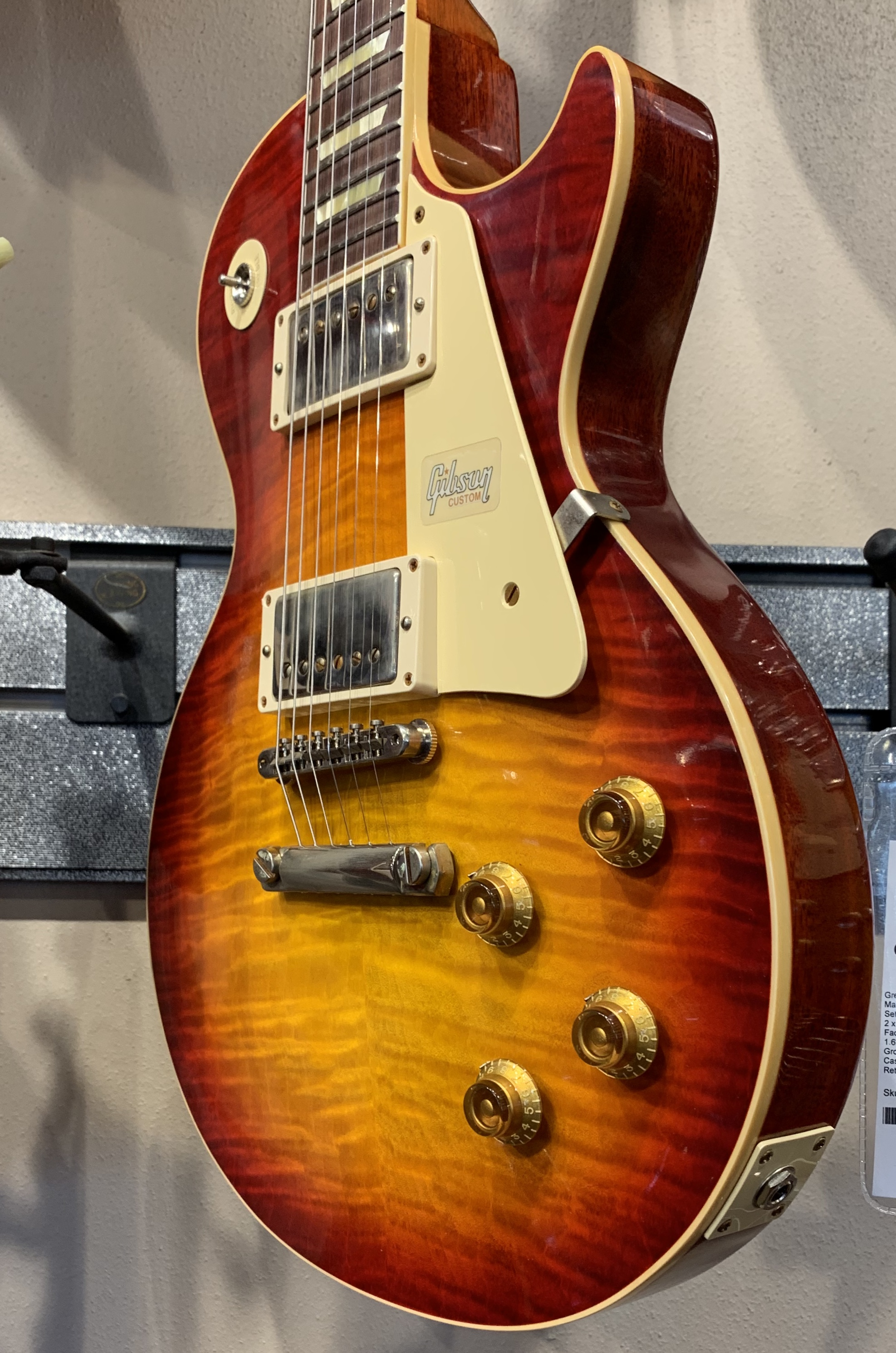
Les Paul Standard z roku 2019 v podobě z roku 1959

V roce 1958 se Les Paul dočkal první velké změny na designu. Nový model, nazvaný Standard, si zachoval většinu funkcí Goldtopu z roku 1957. Nicméně Standard představoval třešňově červený povrch (sunburst). Tyto kytary byly dražší než modely Goldtop, ale levnější než Custom. V této době byly nástroje Gibson nabízeny spíše staršímu, jazzově orientovanému publiku než mladým rozvíjejícím se kytaristům. Výsledkem bylo, že během tříletého období výroby vzniklo pouze 1700 ks.
Tyto Les Pauly byly považovány za příliš těžké a staromódní a zpočátku nenacházely mezi kytaristy oblibu. V roce 1961 Gibson přestal vyrábět tradiční Les Paul ve prospěch lehčího redesignu, který později dostal název SG. Polovina 60. let však přinesla oživení zájmu o model Les Paul Standard. V roce 1964 začal na model Les Paul Standard sunburst z roku 1959 hrát Keith Richards z Rolling Stones a stal se prvním „hvězdným kytaristou“, který hrál na Les Paul na britské scéně. Kytara, vybavená kobylkou Bigsby, sloužila jako jeden z prominentních nástrojů tohoto kytaristy a poskytla první impuls k použití Les Paulů během britského bluesového boomu. V roce 1965 začal hrát na Les Paul Eric Clapton díky vlivu Freddieho Kinga a Huberta Sumlina a hrál na Standard z roku 1960 na přelomovém albu Blues Breakers with Eric Clapton. V Americe začal hrát na Goldtop Les Paul z roku 1954 Mike Bloomfield na turné s kapelou Paul Butterfield Blues Band a s touto kytarou nahrál většinu hudby na albu skupiny East-West. O rok později ji vyměnil za Standard z roku 1959, se kterým se nejvíce ztotožnil. V roce 1967 hrál Jerry Garcia z Grateful Dead na modely Goldtop a Black custom z poloviny 50. let vybavené snímačem P-90, které používal až do roku 1968. Současně začali na model Sunburst Les Paul koncem 60. let hrát umělci jako Peter Green, Jeff Beck, Paul Kossoff a Jimmy Page. V reakci na tento vliv a zvýšený tlak ze strany veřejnosti firma Gibson v červenci 1968 znovu představila kytaru Les Paul s jednoduchým výřezem a kytara zůstává ve výrobě dosud.

## Stavba nástroje
Hlavním znakem kytary je bezpochyby její tvar. Jejími hlavními částmi jsou:
- Pevná kobylka
- Kytara má lepený krk (tzn. spoj není šroubovaný jako např. u kytar Fender)
- Nejčastěji klenutá horní deska
- Trojcestný přepínač snímačů (Treble – kobylkový snímač, Rhythm – krkový snímač, střed - oba)
- Potenciometry – hlasitost a tónová clona pro každý snímač
- Tělo je u původních a většiny Reissue modelů vždy masiv (spodní deska mahagon, horní javor), v minulosti se však originální LP vyráběly i z jiných dřevin jako např. lípa, javor, a v dnešní době je u většiny produkce prováděna redukce hmotnosti (buďto vyvrtávání děr, tzv. swiss cheese, nebo přímo komorování, tzv. chambering).

Zruční kytaristé si také velmi často vyrábějí své vlastní kytary (viz obrázek vpravo). Ačkoli je to poněkud dražší záležitost, většinu kytaristů láká to, že je výroba vlastní kytary originální a kytara je poté přesně dle jejich představ.
V Československu byla velmi rozšířená kopie Les Paula, vyráběná pod názvem Jolana Diamant v Hořovicích.

## Zajímavost
- "Autentickou kopii Les Paul Custom" vlastní mj. Dave Lister, postava z britského sci-fi sitcomu Červený trpaslík.[22]